# Герб гмины Брвинув
Герб гмины Брвинув (пол. Herb gminy Brwinów) — официальный символ гмины и города Брвинува, расположенных в Мазовецком воеводстве Польши.

## Описание
В соответствии с п. 1 § 5 Устава гмины Брвинув:

Герб гмины представляет собой изображение чёрной буквы «b» с дубовыми листьями зелёного цвета, размещёнными в красном поле вертикального прямоугольного щита с нижним краем, вытянутым в центре.
Оригинальный текст (пол.)Herbem gminy jest wizerunek czarnej litery „b”, z liśćmi dębu koloru zielonego, umieszczonej w czerwonym polu pionowej, prostokątnej tarczy o dolnej krawędzi wydłużonej pośrodku.— Statut Gminy Brwinów
Конкурс на создание проекта герба был объявлен властями Брвинува в 1974 году. По итогам конкурса был избран проект авторства известного польского художника-графика Кароля Шливки.